# 황소의 난
황소의 난(黃巢之亂)은 당나라 희종 연간 말기에 일어난 반란이다. 875년~884년 사이에 일어났다.

## 원인
당나라 말기에 시작된 환관의 횡포와 농부들에 대한 수탈이 원인이라고 할 수 있다.

## 경과
저장성에서 구보의 반란(859년 - 860년), 쉬저우에서 방훈의 반란(868년 - 869년) 등이 이전에 일어났고 황소의 난은 이러한 반란들의 연장선상에 있다.
산둥성의 왕선지(王仙之), 황소(黃巢) 등이 난을 일으켰다. 선지가 죽은 뒤, 황소는 선지의 잔당을 모아서 반란을 일으켰다. 황소와 반란을 일으킨 자들은 대부분 황소와 혈연을 맺은 자, 원래는 부하였던 자, 파산 농민, 유랑 무리, 부패한 당나라에 불만을 품은 자들이었다.
황소와 이들은 당나라 전역에서 약탈 활동을 시작했다. 이 때문에 희종은 쓰촨성으로 망명했다. 희종이 망명한 뒤, 황소는 장안으로 들어가서 국호를 대제(大齊), 연호를 금통(金統)이라고 불렀다. 또한 그에게 항복한 군인에게도 벼슬을 주었다.
하지만 그의 통치는 사실상 경제적 기반이 없었다. 그리고 황소의 세력은 단지 장안 근교밖에 그 세력이 미치치 못하였으며, 결국 황소의 군대는 이극용에게 격파당했고, 황소 또한 동쪽으로 도망간 뒤 산둥성의 타이산 부근에서 자결했다.

## 결과
이 난은 당나라를 근본적으로 붕괴시키는 계기가 되었다.